# Cristiano Ulrico I di Württemberg-Oels
Cristiano Ulrico I di Württemberg-Oels (Oels, 9 aprile 1652 – Oels, 5 aprile 1704) è stato un generale e duca prussiano.

## Biografia
Cristiano Ulrico I era figlio del duca Silvio I Nimrod di Württemberg-Oels e di sua moglie, la duchessa Elisabetta Maria di Oels, figlia del duca Carlo Federico I di Münsterberg-Oels e di sua moglie, Anna Sofia di Sassonia-Weimar.
Cristiano Ulrico ricevette una sua ripartizione del ducato di Württemberg-Bernstadt dopo la morte di suo fratello Carlo Ferdinando nel 1669. Dopo la morte dell'altro suo fratello Silvio Federico nel 1697 prese il possesso definitivo dei ducati di Oels e Juliusburg assieme a parti di Medzibor e Trebnitz. Il Duca Cristiano Ulrico I nel 1698 fondò la chiesa di San Giovanni. Egli costituì una grande collezione di libri e restaurò il castello di Oels in stile barocco, lavori che si conclusero nel 1692. Egli morì il 5 aprile 1704 al castello di Oels e venne sepolto nella cappella di famiglia.

## Matrimonio e figli
Il 13 marzo 1672 sposò a Bernburg Anna Elisabetta, figlia del principe Cristiano II di Anhalt-Bernburg e di sua moglie, Eleonora Sofia di Schleswig-Holstein-Sonderburg. La coppia ebbe i seguenti figli:
- Luisa Elisabetta (Bernstadt, 22 febbraio 1673 -Forst, 28 aprile 1736), sposò il Duca Filippo di Sassonia-Merseburg
- Cristiano Ulrico (Bernstad, 21 febbraio 1674-Bernstad, 2 luglio 1674)
- Leopoldo Vittorio (Bernstad, 22 maggio 1675 a Bernstadt - Bernstad, 30 aprile 1676)
- Federica Cristina (Bernstad, 13 maggio 1676 a Bernstadt - Bernstad, 3 giugno 1676)
- Sofia Angelica (Bernstad, 30 maggio 1677-Pegau, 11 novembre 1700), sposò Federico Enrico di Sassonia-Zeitz-Pegau-Neustadt
- Eleonora Amone (Breslavia, 2 ottobre 1678 - Bernstad, 2 aprile 1679)
- Teodosia (Bernstad, 20 luglio 1680 a Bernstadt - Bernstad, 21 settembre 1680)

Alla morte della prima moglie, Cristiano Ulrico si risposò il 27 ottobre 1683 a Dobelug con Sibilla Maria di Sassonia-Merseburg, figlia del duca Cristiano I di Sassonia-Merseburg e di sua moglie Cristiana di Schleswig-Holstein-Sonderburg-Glücksburg. Da questa relazione nacquero i seguenti eredi:
- Cristina Maria (Bernstad, 17 agosto 1685 - Bernstad, 24 marzo 1696)
- Cristiano Ermanno (Merseburg, 24 luglio 1686 a - Merseburg, 8 luglio 1689)
- Eleonora Edvige (Bernstad, 11 luglio 1687 - Bernstad, 25 ottobre 1688)
- Ulrica Erdmute (Breslavia, 5 febbraio 1689 - Bernstad, 5 settembre 1690)
- Carlo Federico (Merseburg, 7 febbraio 1690 - Oels, 14 dicembre 1761), Duca di Württemberg-Oels-Juliusburg, sposò Sibilla Carlotta Giuliana di Württemberg-Weiltingen
- Cristiano Ulrico (Oels, 27 gennaio 1691 - Stoccarda, 11 febbraio 1734), Duca di Württemberg-Wilhelminenort, sposò Filippina Carlotta di Redern zu Krappitz
- Elisabetta Sibilla (Delitzsch, 19 marzo 1693 - Delitzsch, 21 febbraio 1694 ivi)

Alla morte della seconda moglie, il 4 febbraio 1695 ad Amburgo sposò Sofia Guglielmina della Frisia orientale (17 ottobre 1659 - 4 febbraio 1698), figlia del principe Enno Luigi Cirksena della Frisia orientale e di Giuliana Sofia Giustina di Barby-Mühlingen. Da questo matrimonio nacque una sola figlia:
- Augusta Luisa (Bernstadt, 21 gennaio 1698 - Trebnitz, 4 gennaio 1739), sposò Giorgio Alberto di Sassonia-Weissenfels-Barby

Alla morte della terza moglie, il 6 dicembre 1700 Cristiano Ulrico I si sposò a Güstrow con Sofia di Meclemburgo-Güstrow, figlia del Duca Gustavo Adolfo di Meclemburgo-Güstrow e di sua moglie Maddalena Sibilla di Schleswig-Holstein-Gottorf. Questo matrimonio rimase senza eredi.

## Ascendenza
|                                                     |                                       |                                                   | Genitori                                        |  |  | Nonni |  |  | Bisnonni                             |  |  | Trisnonni                                    |  |
|                                                     |                                       |                                                   |                                                 |  |  |       |  |  | 8. Friedrich I, duca del Württemberg |  |  | 16. Georg I, conte di Württemberg-Mömpelgard |  |
|                                                     |                                       |                                                   |                                                 |  |  |       |  |  | 8. Friedrich I, duca del Württemberg |  |  | 16. Georg I, conte di Württemberg-Mömpelgard |  |
|                                                     |                                       | 17. Barbara von Hessen                            |                                                 |  |  |       |  |  | 8. Friedrich I, duca del Württemberg |  |  |                                              |  |
| 4. Julius Friedrich, duca di Württemberg-Weiltingen |                                       |                                                   |                                                 |  |  |       |  |  | 8. Friedrich I, duca del Württemberg |  |  |                                              |  |
|                                                     |                                       | 9. Sibylla von Anhalt                             | 18. Joachim Ernst, principe di Anhalt           |  |  |       |  |  |                                      |  |  |                                              |  |
|                                                     |                                       | 9. Sibylla von Anhalt                             | 18. Joachim Ernst, principe di Anhalt           |  |  |       |  |  |                                      |  |  |                                              |  |
|                                                     |                                       | 9. Sibylla von Anhalt                             | 19. Agnes von Barby-Mühlingen                   |  |  |       |  |  |                                      |  |  |                                              |  |
| 2. Silvius I Nimrod, duca di Württemberg-Oels       |                                       | 9. Sibylla von Anhalt                             |                                                 |  |  |       |  |  |                                      |  |  |                                              |  |
|                                                     |                                       | 10. Johann, duca di Schleswig-Holstein-Sonderburg | 20. Christian III, re di Danimarca              |  |  |       |  |  |                                      |  |  |                                              |  |
|                                                     |                                       | 10. Johann, duca di Schleswig-Holstein-Sonderburg | 20. Christian III, re di Danimarca              |  |  |       |  |  |                                      |  |  |                                              |  |
|                                                     |                                       | 10. Johann, duca di Schleswig-Holstein-Sonderburg | 21. Dorothea von Sachsen-Lauenburg              |  |  |       |  |  |                                      |  |  |                                              |  |
| 5. Anna Sabina von Schleswig-Holstein-Sonderburg    |                                       | 10. Johann, duca di Schleswig-Holstein-Sonderburg |                                                 |  |  |       |  |  |                                      |  |  |                                              |  |
|                                                     |                                       | 11. Agnes Hedwig von Anhalt                       | 22. Joachim Ernst, principe di Anhalt (= 18)    |  |  |       |  |  |                                      |  |  |                                              |  |
|                                                     |                                       | 11. Agnes Hedwig von Anhalt                       | 22. Joachim Ernst, principe di Anhalt (= 18)    |  |  |       |  |  |                                      |  |  |                                              |  |
|                                                     |                                       | 11. Agnes Hedwig von Anhalt                       | 23. Eleonore von Württemberg                    |  |  |       |  |  |                                      |  |  |                                              |  |
| 1. Christian Ulrich I, duca di Württemberg-Oels     |                                       | 11. Agnes Hedwig von Anhalt                       |                                                 |  |  |       |  |  |                                      |  |  |                                              |  |
|                                                     | 12. Karl II, duca di Münsterberg-Oels | 24. Heinrich II, duca di Münsterberg-Oels         |                                                 |  |  |       |  |  |                                      |  |  |                                              |  |
|                                                     | 12. Karl II, duca di Münsterberg-Oels | 24. Heinrich II, duca di Münsterberg-Oels         |                                                 |  |  |       |  |  |                                      |  |  |                                              |  |
|                                                     | 12. Karl II, duca di Münsterberg-Oels | 25. Margarethe zu Mecklenburg-Schwerin            |                                                 |  |  |       |  |  |                                      |  |  |                                              |  |
| 6. Karl Friedrich I, duca di Münsterberg-Oels       | 12. Karl II, duca di Münsterberg-Oels |                                                   |                                                 |  |  |       |  |  |                                      |  |  |                                              |  |
|                                                     |                                       | 13. Elisabeth Magdalena von Brieger               | 26. Georg II, conte di Brieger                  |  |  |       |  |  |                                      |  |  |                                              |  |
|                                                     |                                       | 13. Elisabeth Magdalena von Brieger               | 26. Georg II, conte di Brieger                  |  |  |       |  |  |                                      |  |  |                                              |  |
|                                                     |                                       | 13. Elisabeth Magdalena von Brieger               | 27. Barbara von Brandenburg                     |  |  |       |  |  |                                      |  |  |                                              |  |
| 3. Elisabeth Marie von Münsterberg-Oels             |                                       | 13. Elisabeth Magdalena von Brieger               |                                                 |  |  |       |  |  |                                      |  |  |                                              |  |
|                                                     |                                       | 14. Friedrich Wilhelm I, duca di Sassonia-Weimar  | 28. Johann Wilhelm, duca di Sassonia-Weimar     |  |  |       |  |  |                                      |  |  |                                              |  |
|                                                     |                                       | 14. Friedrich Wilhelm I, duca di Sassonia-Weimar  | 28. Johann Wilhelm, duca di Sassonia-Weimar     |  |  |       |  |  |                                      |  |  |                                              |  |
|                                                     |                                       | 14. Friedrich Wilhelm I, duca di Sassonia-Weimar  | 29. Dorothea Susanne von der Pfalz-Simmern      |  |  |       |  |  |                                      |  |  |                                              |  |
| 7. Anna Sophia von Sachsen-Weimar                   |                                       | 14. Friedrich Wilhelm I, duca di Sassonia-Weimar  |                                                 |  |  |       |  |  |                                      |  |  |                                              |  |
|                                                     |                                       | 15. Anna Maria von Pfalz-Neuburg                  | 30. Philipp Ludwig, duca del Palatinato-Neuburg |  |  |       |  |  |                                      |  |  |                                              |  |
|                                                     |                                       | 15. Anna Maria von Pfalz-Neuburg                  | 30. Philipp Ludwig, duca del Palatinato-Neuburg |  |  |       |  |  |                                      |  |  |                                              |  |
|                                                     |                                       | 15. Anna Maria von Pfalz-Neuburg                  | 31. Anna von Jülich-Kleve-Berg                  |  |  |       |  |  |                                      |  |  |                                              |  |
|                                                     |                                       | 15. Anna Maria von Pfalz-Neuburg                  |                                                 |  |  |       |  |  |                                      |  |  |                                              |  |

| Controllo di autorità | VIAF (EN) 69331208 · CERL cnp01038803 · GND (DE) 102820651 |